# Bosna
Bosna je zgodovinska in geografska regija Bosne in Hercegovine. Zavzema severni del države s površino okoli 39.000 km², kar znaša približno 80 % celotne površine Bosne in Hercegovine. Leži v osrednjem delu Dinarskega gorovja, na severu jo Sava ločuje od Panonske nižine, na vzhodu pa predstavlja naravno mejo reka Drina.
Od srednjega veka je ime Bosna označevalo vso regijo, vključno z današnjo Hercegovino na jugu. Dvojno uradno poimenovanje je bilo vpeljano s koncem vladavine Osmanskega cesarstva. V tem času je Bosanski pašaluk približno obsegal meje današnje Bosne in Hercegovine.